# يحيى كشك
يحيى طه كشك (القرن 20 -) هو محافظ أسيوط السابق، خلفًا للواء السيد البرعي بتعيين من الرئيس محمد مرسي ضمن حركة المحافظين التي أجراها يوم الثلاثاء 8 مايو 2012.

## مسيرته
هو من كوادر جماعة الإخوان المسلمين، حيث التحق بها منذ أكثر من ثلاثين عاماً أثناء دراسته بإنجلترا، ثم أصبح نائب مسئول المكتب الإداري للجماعة بمحافظة أسيوط، وبعدها عضو مجلس شورى الإخوان المسلمين بأسيوط، ثم عضو الهيئة العليا لحزب الحرية والعدالة عقب تأسيسه، ثم مسئول قسم التنمية الإدارية بجماعة الإخوان المسلمين بقطاع جنوب الصعيد. وقد كان كشك مسئولا عن قسم التنمية الإدارية لجماعة الإخوان بمحافظة أسيوط لمدة 10 سنوات، وأيضًا مشرف قسم المهنيين بالمحافظة، وهو أستاذ متميز في أمراض القلب، وقع في عهده حادث قطار المندرة.

## حياته ونشأته
كان كشك مسئولا عن قسم التنمية الإدارية لجماعة الإخوان بمحافظة أسيوط لمدة 10 سنوات، وأيضًا مشرف قسم المهنيين بمحافظة أسيوط، وهو أستاذ متميز فى مجال أمراض القلب، متزوج من الدكتورة منى محمد سليمان (عضو هيئة التدريس بكلية طب أسيوط)، وله من الأولاد ثلاثة هم عبد الرحمن كشك (طبيب أسنان) وآية الرحمن كشك (طالبة بكلية الطب الفرقة الخامسة)، وهبة الرحمن كشك، (الفرقة الأولى بطب أسنان.